# دله، حماة
دله (به عربی: دلة) یک روستا در سوریه است که در ناحیه حمرا واقع شده‌است. دله ۵۳۵ نفر جمعیت دارد.